# Max Nordau
Max Simon Nordau (ur. 29 lipca 1849 w Peszcie, zm. 23 stycznia 1923 w Paryżu) – węgierski pisarz żydowskiego pochodzenia, filozof i lekarz, jeden z głównych ideologów współczesnego syjonizmu. Urodził się jako Simon Maximilian Südfeld. Był współzałożycielem Światowej Organizacji Syjonistycznej, pełnił funkcję przewodniczącego i wiceprzewodniczącego na kilku Kongresach Syjonistycznych.

## Życiorys

### Dzieciństwo i młodość
Nordau urodził się w 1849 roku jako Simon Maximilian Südfeld, w mieście Peszt w Królestwie Węgier (współczesne Węgry). Jego rodzice byli bardzo biednymi ortodoksyjnymi Żydami. Ojciec (Gabriel Südfeld) był hebrajskim poetą. Wcześniej był rabinem w Królestwie Prus, przyjechał jednak do Pesztu aby pracować jako prywatny nauczyciel. Młody Maximilian odebrał tradycyjne żydowskie wykształcenie religijne. Dodatkowo ojciec nauczył go łaciny, greki i hebrajskiego. W rodzinnym mieście ukończył żydowską szkołę podstawową, a następnie katolickie gimnazjum. Studiował medycynę na Uniwersytecie w Budapeszcie, który ukończył w 1872 roku.
Nordau był przykładem całkowicie zasymilowanego Żyda. Ożenił się z protestancką chrześcijańską kobietą, i czuł przynależność kulturową do Niemiec. W autobiograficznym szkicu napisał: „Kiedy osiągnąłem wiek piętnastu lat, porzuciłem żydowski sposób życia i studiowanie Tory (...) judaizm pozostał jedynie w pamięci, od tamtej pory zawsze czułem się Niemicem”.

### Praca zawodowa
Karierę literacką Maximilian rozpoczął jeszcze przed studiami uniwersyteckimi. Początkowo pisał wiersze, eseje i opowiadania, z których kilka zostało opublikowanych w 1863 roku. Od 1865 roku pracował jako krytyk literacki w gazecie „Der Zwischenact”, a następnie awansował na redaktora. Później był korespondentem kilku innych gazet. Po ukończeniu studiów Maximilian wyjechał do Wiednia, aby spełnić swój obowiązek służby wojskowej w armii Monarchii Austro-Węgierskiej – był wojskowym chirurgiem. Następnie przez sześć kolejnych lat podróżował po głównych państwach Europy. Przed wyjazdem do Berlina zmienił nazwisko na Nordau. Potem odwiedził Rosję, Szwecję, Wielką Brytanię, Islandię, Francję, Hiszpanię i Włochy. Podczas swych podróży był korespondentem gazet „Frankfurter Zeitung”, „Vossische Zeitung”, „Pester Lloyd” i „Wiener Medicinische Wochenschrift”. Od maja 1876 do listopada 1878 mieszkał z matką w Paryżu, a następnie powrócił do Budapesztu, gdzie otworzył praktykę lekarską. W tym samym roku wydał dwa tomy zebranych swoich wcześniejszych publikacji – Aus dem Wahren Milliardenlande. Pariser Studien und Bilder. Rok później opublikował dwa tomy pod tytułem Vom Kreml zur Alhambra, oraz później Seifenblasen. Federzeichnungen und Geschichten.
W 1880 roku przeprowadził się do Paryża, w którym spędził większość swojego życia. Pracował jako lekarz ogólny i korespondent gazety Die Neue Freie Presse. W pierwszym roku pobytu w Paryżu wydał Paris unter der dritten Republik, neue Bilder, a w 1881 roku we współpracy z Ferdinandem Gross swoją pierwszą komedię Die neuen Journalisten (zwana później Aus der Zeitungswelt). W 1882 roku Uniwersytet Paryski oficjalnie potwierdził jego stopień naukowy doktora medycyny o specjalności ginekologia.
W 1883 roku Nordau opublikował Conventionelle Lügen der Kulturmenschheit. Była to pierwsza publikacja, która zapewniła mu międzynarodową sławę i rozpoznawalność jego nazwiska. Książka ta wzbudziła duże kontrowersje w Monarchii Austro-Węgierskiej i Imperium rosyjskim, gdzie zabroniono jej sprzedaży, a wszystkie znalezione egzemplarze skonfiskowano. Austriacki dekret państwowy potępił książkę za „znieważanie członków rodziny cesarskiej; za zakłócanie spokoju publicznego, próbę wzbudzenia pogardy i nienawiści do osoby cesarza; za podżeganie do nienawiści wobec wspólnot religijnych”. W 1885 roku opublikował książkę Paradoxe, będącą kontynuacją jego serii niezwykłych badań nad umysłową i moralną patologią współczesnej cywilizacji. W 1887 roku wydał powieść Die Krankheit des Jahrhunderts, w 1891 roku powieść Gefühlskomödie, w 1892 roku Seelenanalysen, a w 1894 roku dramat w czterech aktach Das Recht zu Lieben. Wydana w 1893 roku książka Entartung wywołała duże kontrowersje literackie. Nordau wykazał w niej, że wielu pisarzy i artystów przejawia dokładnie takie same cechy co chorzy psychicznie przestępcy, wykazując ślady degeneracji, którą on określił jako chorobliwe odchylenie od pierwotnego typu, i zaspokojenie ich niezdrowymi impulsami z długopisem i ołówkiem. W 1894 roku w Berlinie zaprezentowany został jego dramat Die Kugel, a w 1897 roku opublikowano powieść Drohnenschlacht.
Pod koniec 1894 roku wybuchła afera szpiegowska w armii francuskiej. Oficer pochodzenia żydowskiego, kapitan Alfred Dreyfus został oskarżony o przekazywanie tajnych informacji Niemcom. Podczas procesu atakowały go środowiska prawicowe, a propaganda antyżydowska uzyskiwała coraz większą popularność wśród społeczeństwa francuskiego. Afera Dreyfusa spowodowała u Nordau ponowne zwrócenie uwagi na problem żydowski. Poznał wówczas Theodora Herzla, z którym się zaprzyjaźnił i bardzo szybko został jego doradcą. W dniu 20 stycznia 1898 roku poślubił owdowiałą Dunkę, Annę Kaufmann (mieli jedną córkę). W tym samym roku ukazał się jego dramat Doktor Kohn. Jego motywem był problem małżeński – młody żydowski uczony z wysoką pozycją w świecie nauki, zakochał się w zamożnej i wykształconej młodej kobiecie chrześcijańskiej. Przeciwko zawarciu przez nich małżeństwa stanęły właśnie różnice religijne. Nordau postawił w ten sposób pytanie, czy mógłby przyjąć chrześcijaństwo, nie wierząc w jego nauki. Poszukując rozwiązania problemu, bohater dramatu doświadczył różnych postaci antysemityzmu.

### Działalność syjonistyczna

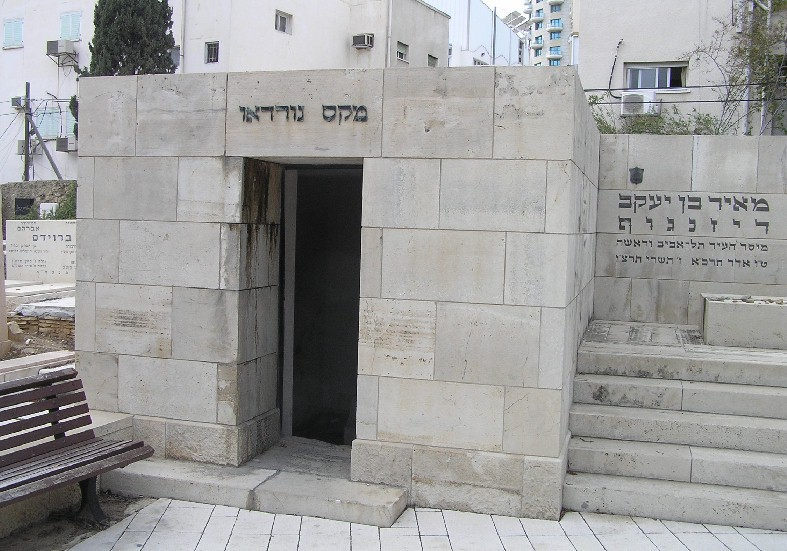
Grobowiec Maxa Nordau w Tel Awiwie

Gdy Theodor Herzl opublikował w 1896 roku swój słynny artykuł Państwo Żydowskie (niem. Der Judenstaat), Nordau szybko dołączył do ruchu syjonistycznego. Tak gorliwie zaangażował się, że bardzo szybko zaczął być postrzegany jako naturalny przywódca ruchu. W konsekwencji, gdy w 1897 roku w Bazylei odbył się Pierwszy Kongres Syjonistyczny, Nordau został wybrany jego przewodniczącym. Na zakończenie kongresu wygłosił przemówienie, które było potem tłumaczone na liczne języki i przedrukowywane na całym świecie. Nordau odgrywał kluczową rolę w Światowej Organizacji Syjonistycznej, działając na rzecz osadnictwa żydowskiego w Palestynie. Podczas Drugiego Kongresu Syjonistycznego w 1898 roku, Nordau użył terminu „muskularnego judaizmu” (niem. Muskel-Judenthum). Odnosił się on do idei, która starała się nakłonić Żydów by sięgali do ideałów moralnych i kulturowych judaizmu, dzięki czemu poprzez dyscyplinę i wytrwałość będą coraz silniejsi. Wizja sprawnego fizycznie Żyda zastąpiła w ten sposób stereotyp słabego i upośledzonego intelektualnie Żyda.
Po wybuchu I wojny światowej został oskarżony przez francuskie władze o sprzyjanie Niemcom (pochodził z Węgier, które były częścią Austro-Węgier). Zaprzeczył temu, musiał jednak opuścić Francję i zamieszkać w Madrycie. Po wojnie powrócił do Paryża, gdzie zmarł 23 stycznia 1923 roku. W 1926 roku jego szczątki przewieziono do Tel Awiwu w Brytyjskim Mandacie Palestyny.

## Poglądy
Nordau był wielkim krytykiem cywilizacji europejskiej. Równocześnie był zwolennikiem ewolucji we wszystkich rzeczach i popierał francuski racjonalizm światopoglądowy, który na podstawie czystej logiki żądał, aby wszyscy ludzie byli jednakowo traktowani. Wychodząc z tych filozoficznych koncepcji, Nordau bardzo szybko przeszedł do ruchu syjonistycznego. Emancypację Żydów postrzegał on jako naturalną konsekwencję logiki: 
Każdy człowiek rodzi się z pewnymi prawami; Żydzi są ludźmi, w konsekwencji rodzący się Żydzi posiadają ludzkie prawa.
W licznych swoich publikacjach Nordau starał się wyjaśnić pozorną sprzeczność między równością wobec praw a istnieniem antysemityzmu, który we współczesnej formie różnił się od starego antysemityzmu religijnego. Nordau odróżniał sytuację panującą w Wielkiej Brytanii od sytuacji będącej na kontynencie. „W Anglii emancypacja jest prawdą (...) Została zakończona w sercach i potwierdzona wyraźnie przez prawodawstwo”. Podkreślał, że emancypacja Żydów będzie rzeczywistą dopiero wówczas, gdy dokona prawdziwych zmian w społeczeństwie. W przeciwnym razie pozostanie abstrakcyjną ideą powtarzaną przez pisarzy i dziennikarzy, nigdy nie stając się rzeczywistością w codziennym życiu społeczeństwa.

## Dzieła
- Aus dem wahren Milliardenlande. Pariser Studien und Bilder. Lipsk: 1878. Brak numerów stron w książce
- Seifenblasen, Federzeichnungen und Geschichten. Lipsk: 1879. Brak numerów stron w książce
- Vom Kreml zur Alhambra. Lipsk: 1880. Brak numerów stron w książce
- Die neuen Journalisten. Bremen: 1880. Brak numerów stron w książce
- Paris unter der dritten Republik, neue Bilder. Lipsk: 1880. Brak numerów stron w książce
- Der Krieg der Millionen. Bremen: 1881. Brak numerów stron w książce
- De la castration de la femme. 1882. Brak numerów stron w książce
- Die conventionellen Lügen der Kulturmenschheit. 1883. Brak numerów stron w książce
- Paradoxe. 1885. Brak numerów stron w książce
- Ausgewählte Pariser Briefe. 1887. Brak numerów stron w książce
- Die Krankheit des Jahrhunderts. 1889. Brak numerów stron w książce
- Gefühlskomödie. Breslau: 1891. Brak numerów stron w książce
- Entartung. 1892-1893. Brak numerów stron w książce
- Seelenanalysen. 1892. Brak numerów stron w książce
- Das Recht zu lieben. Berlin: 1892. Brak numerów stron w książce
- Entartung und Genie. 1894. Brak numerów stron w książce
- Die Kugel. Berlin: 1895. Brak numerów stron w książce
- Drohnenschlacht. Berlin: 1898. Brak numerów stron w książce
- Doctor Kohn. Bürgerliches Trauerspiel aus der Gegenwart. 1898. Brak numerów stron w książce
- Zeitgenössische Franzosen. 1901. Brak numerów stron w książce
- Was bedeutet das Turnen für uns Juden?. 1902. Brak numerów stron w książce
- Morganatisch. Berlin: 1904. Brak numerów stron w książce
- Von Kunst und Künstlern. 1905. Brak numerów stron w książce
- Mahá Rôg. Berlin: 1905. Brak numerów stron w książce
- Der Sinn der Geschichte. 1909. Brak numerów stron w książce
- Zionistische Schriften. 1909. Brak numerów stron w książce
- Die Biologie der Ethik. 1916. Brak numerów stron w książce
- Rahab. 1922. Brak numerów stron w książce